# Сіґюрйоун Фрідйоунссон
Сіґюрйоун Фрідйоунссон (ісл. Sigurjón Friðjónsson; нар. 22 вересня 1867 — пом. 26 травня 1950) — ісландський поет, письменник і член Альтингу.

## Біографія
Сіґюрйоун народився 22 вересня 1867 року на фермі Сілалайкюр в долині Адальдалюр (нині в громаді Тінґейярсвейт в Нордурланд-Ейстра) у сім'ї фермера Фрідйоуна Йоунссона (1838—1917) та його дружини, домогосподарки Сіґюрб'єрг Ґвюдмюндсдоуттір (1840—1874). У сім'ї було семеро дітей, з яких багато хто згодом став відомим. Так, серед братів і сестер можна згадати Ґвюдмюндюра Фрідйоунссона (поет і письменник), Едлінга Фрідйоунссона (член Альтингу), Брая Фрідйоунссона (член Альтингу та міністр), сестер Ауслейг Фрідйоунсдоттір (мати письменника Кадля Ісфельда) й Уннюр Фрідйоунсдоттір (мати очільника Союзу фермерів Ісландії Інги Тріггвасона).
Після смерті дружини у 1874 році Фрідйоун з дітьми переїхав на ферму до Сандюра, а Сіґюрйоун вступив до сільськогосподарської школи в Ейдирі, яку успішно закінчив у 1887 році зі спеціальністю агронома. Після закінчення школи він повернувся на ферму батька, де працював до 1892 року.
6 червня 1892 року Сіґюрйоун одружився з Крістін Йоунсдоуттір (1867—1928) і переїхав на ферму в Сандюр у долині Адальдалюр. У пари було десять дітей, серед яких поет і члена Альтингу Браї Сіґюрйоунссон (1910—1995), який пішов стопами батька.
Сіґюрйоун займався фермерством у Сандюрі в Адальдалюрі у 1892—1906 роках, потім в Ейнарсстадірі в Рейк'ядалюрі у 1906—1913 роках, після чого у 1913 році переїхав до Л'єґара на північному сході Ісландії, де жив до кінця свого життя.
Він багато дбав про народну освіту та всіляко допомагав у її становленні в Ісландії. Серед іншого, Сіґюрйоун пожертвував землю для народної школи для жителів Сюдюр-Тінгейярсісла і Нордюр-Тінгейярсісла у Л'єгарі та права на використання школою гарячих джерел. Школа була відкрита восени 1925 року, а його син Ардноур Сіґюрйоунссон став її першим директором.
Певний час Сіґюрйоун був представником сіслюмадюра в Адальдалюрі, потім багато років поспіль очолював громаду Рейк'ядальсгреппюр. Майже 40 років він керував тингейською філією Торгової асоціації Ісландії та тривалий час був другим аудитором компанії. Крім того, протягом кількох років він очолював Тингейську тваринницьку асоціацію. Коли у 1916 році вперше пройшли загальнонаціональні вибори в Альтинг, Сіґюрйоуна Фрідйоунссона обрали першим депутатом за списком Партії самоврядування і був членом Альтингу з 1918 до 1922 рік.
Його перша книга з перекладами віршів «Ljóðmæli» (укр. «Поезія»), вийшла друком у 1928 році, пізніше у 1939-44 роках вийшли у світ поетичний тритомник «Heyrði eg í hamrinum» (укр. «Чув я молот») і збірка поезій «Barnið á götunni» (укр. «Дитя на вулиці»). Крім того, він у 1937 році видав збірку оповідань «Þar sem grasið grær» (укр. «Там, де росте трава»), у 1929 року — книгу віршів у прозі «Skriftamál einsetumannsins» (укр. «Повідомлення пустельника»). У своїй прозі він описував емоції та сни наяву, а плавність і звучна краса ісландської мови ніколи його не підводила. Також у журналах публікувалися його есе та роздуми на різні теми, зокрема література, соціальні питання та політика.